# Eclipse de crucifixión

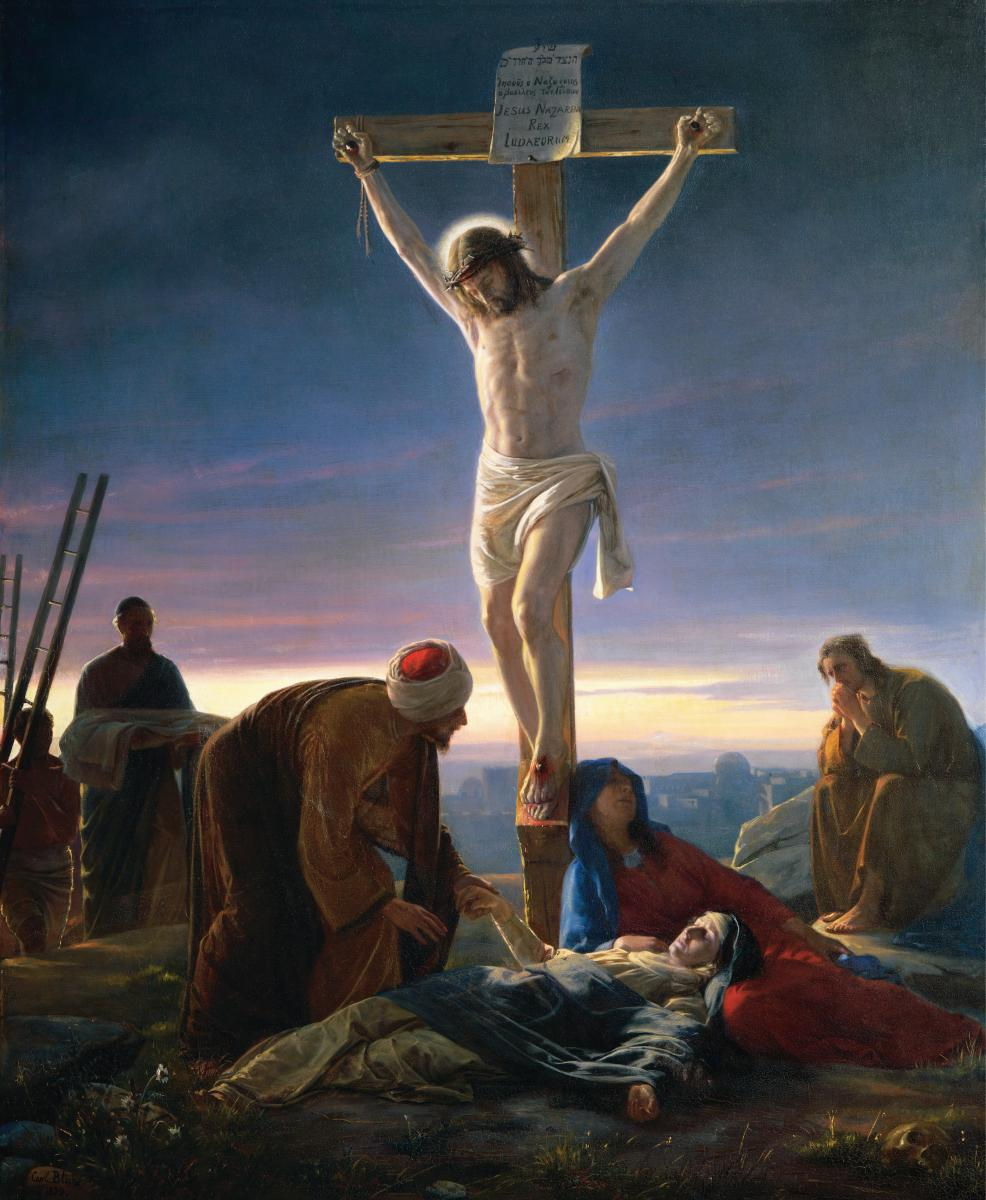
«Cristo en la Cruz», por Carl Heinrich Bloch (1834–1890), exhibiendo el cielo en tinieblas.

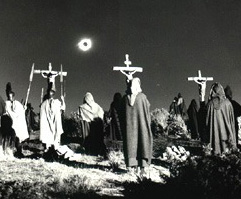
Una escena de la película Barrabás (1961) en la que un eclipse total de sol que ocurrió el 15 de febrero de 1961, fue utilizado para recrear el eclipse de crucifixión.

El eclipse de crucifixión, también conocido como la oscuridad de la crucifixión o la tiniebla de la crucifixión, es un episodio descrito en tres de los evangelios canónicos en los que el cielo se oscurece durante el día en el momento de la crucifixión de Jesús. 
En el año 197 d. C., el apologista cristiano Tertuliano consideró que esto no era un eclipse sino un presagio, que, según él, fue registrado en los archivos romanos. El comentarista cristiano del siglo III Orígenes ofreció dos explicaciones naturales para la oscuridad: podría haber sido el eclipse (presumiblemente del año 29 d. C.) descrito por Flegón de Trales, o que podría haber sido nubes.
Los eruditos modernos no han encontrado referencias contemporáneas a la oscuridad fuera del Nuevo Testamento, pero han encontrado mención de ella en escritos antiguos que las fuentes de referencia hoy en día perdidas, como las del historiador griego Thallus. Algunos estudiosos prefieren explicaciones naturales como un Chamsin (tormenta de arena). Otros señalan que relatos similares se asociaron en la antigüedad y en el Antiguo Testamento con la muerte de figuras notables, y ven el fenómeno como una invención literaria que intenta transmitir una sensación del poder de Jesús frente a la muerte, o un signo del disgusto de Dios con el pueblo judío.

## Narrativa bíblica
La referencia bíblica más antigua al eclipse de la crucifixión se encuentra en el Evangelio de Marcos, escrito alrededor del año 70. En su relato de la crucifixión, en la víspera de Pascua, Marcos declara que después de que Jesús fue crucificado a las nueve de la mañana, la oscuridad cayó sobre toda la tierra, o todo el mundo, desde el mediodía («la hora sexta») hasta las tres de la tarde («la hora novena»). Añade que inmediatamente después de la muerte de Jesús, «el velo del templo se rasgó en dos, de arriba abajo».
El Evangelio de Mateo, escrito alrededor de los años 85 a 90, y usando el de Marcos como referencia, usa un vocabulario similar para describir el hecho: «Y desde la sexta hora hubo oscuridad sobre toda la tierra, hasta la hora novena». El autor incluye detalles más detallados del evento, como la resurrección de los cuerpos de los santos muertos, un gran terremoto y el reconocimiento de todo lo que Jesús fue en verdad el Hijo de Dios.
El Evangelio de Lucas, que fue escrito aproximadamente en el año 90 y que también usó a Marcos como fuente, no usa ninguno de los detalles de la versión de Mateo, solo menciona la rasgadura del velo del templo justo antes de la muerte de Jesús, y afirma que el sol se oscureció entre las horas sexta y novena, durante la crucifixión.

Y era casi la sexta hora, y había oscuridad en toda la tierra hasta la novena hora, el sol se oscurecía; y el velo del templo se rasgó en dos.

 Algunos estudiosos afirman que Lucas trató de explicar que ocurrió un eclipse natural usando estos términos. La mayoría de los manuscritos del Evangelio de Lucas tienen la frase griega eskotisthe ho helios («el sol se ha oscurecido»), pero los manuscritos más antiguos llevan tou heliou eklipontos («la luz del sol falló» o «el sol estaba en eclipse») Esta versión anterior se considera la original, y luego los escribas la modificaron para corregir lo que consideraban un error, ya que un eclipse durante la Pascua sería prácticamente imposible. Uno de los primeros teólogos cristianos sugirió que el texto había sido corrompido deliberadamente por opositores de la Iglesia para facilitar un ataque contra él.
Hay un relato de la crucifixión de Jesús en el Evangelio de Juan, pero no hay extractos sobre la oscuridad, el rasgado del velo o la resurrección de los muertos.

## Versiones posteriores

### Escritos apócrifos
Varios informes en la literatura apócrifa se refieren a los eventos del eclipse de la crucifixión. El Evangelio de Pedro, escrito probablemente del siglo II, expandió los relatos del evangelio canónico de manera creativa. Como dice un escritor, «los milagros que lo acompañan se vuelven más fabulosos y los presagios apocalípticos están más vivos». En esta versión, la oscuridad que cubre toda Judea llevó a las personas a usar lámparas creyendo que era de noche. El Evangelio de Nicodemo del siglo IV describe cómo Pilato y su esposa están perturbados por un relato de lo que está sucediendo, y los judíos que convocó dijeron que era un eclipse solar común. Otro texto del siglo IV, el supuesto relato de Poncio Pilato a Tiberio, afirmaba que la oscuridad había comenzado a la hora sexta, cubría todo el mundo y, durante la tarde siguiente, la luna llena parecía sangre toda la noche. En un texto del quinto o sexto siglo de Pseudo-Dioniso, el Areopagita, el autor afirma haber observado un eclipse solar en la ciudad de Heliópolis en el momento de la crucifixión.

### Historiadores antiguos
No se ha encontrado ninguna referencia contemporánea a esta oscuridad fuera del Nuevo Testamento. Más tarde, los historiadores especularon sobre una referencia en un trabajo del cronista Thallus. En el siglo IX, el historiador bizantino Jorge Sincelo citó al historiador cristiano del siglo III Sexto Julio africano, quien señaló que «Talo descarta esta oscuridad como un eclipse solar». No se sabe cuándo vivió Thallus, y no está claro si hizo alguna referencia a la crucifixión. Tertuliano, en su obra Apologeticus, contó la historia del eclipse de la crucifixión y sugirió que la evidencia aún debería analizarse en los archivos romanos.
Hasta la época de la Ilustración, la historia del eclipse de crucifixión era citada por frecuentemente apologistas cristianos, porque creían que era un raro ejemplo de historia bíblica que era apoyado por fuentes no cristianas. Cuando el crítico pagano Celso declaró que Jesús difícilmente podría ser un dios, porque no logró grandes cosas, el historiador cristiano del siglo III, Orígenes, respondió, en la obra Contra Celso, citando la oscuridad, el terremoto y la apertura de tumbas. Como prueba de que sucedió el incidente, se refirió a una descripción de Flegón de Trales de un eclipse, acompañado de terremotos que se sintieron en otras partes del Imperio durante el reinado de Tiberio (probablemente el de 29 d. C.).
Sin embargo, en su Comentario sobre Mateo, Orígenes adoptó un enfoque diferente. Respondiendo a las críticas de que no se mencionó este incidente en ninguna de las muchas fuentes no cristianas, insistió en que era local en Palestina y, por lo tanto, pasaría desapercibido para otros. Para las afirmaciones de que fue solo un eclipse, Origen señaló que esto era imposible y sugirió otras explicaciones, como nubes pesadas, basadas solo en los informes establecidos en Mateus y Marcos, que no mencionan el sol.

## Explicaciones

### Milagro
De acuerdo con lo que se sabía en la antigüedad y la época medieval, un eclipse solar no podía ocurrir durante la Pascua (los eclipses solares solo ocurren en una luna nueva, mientras que la celebración de la Pascua tiene lugar durante la luna llena), esto se consideró un signo milagroso y no un evento natural. El astrónomo Johannes de Sacrobosco escribió, en su obra Esfera del mundo, que «el eclipse no fue natural, sino milagroso y contrario a la naturaleza». Los escritores modernos que consideran esto como un evento milagroso tienden a verlo como un fenómeno natural, como un polvo volcánico o una nube espesa, o evitan explicaciones en profundidad. La Biblia de estudio de la Reforma, una traducción de 1988 de la Biblia tradicional, por ejemplo, simplemente dice: «Esta fue una oscuridad sobrenatural».

### Explicaciones naturales

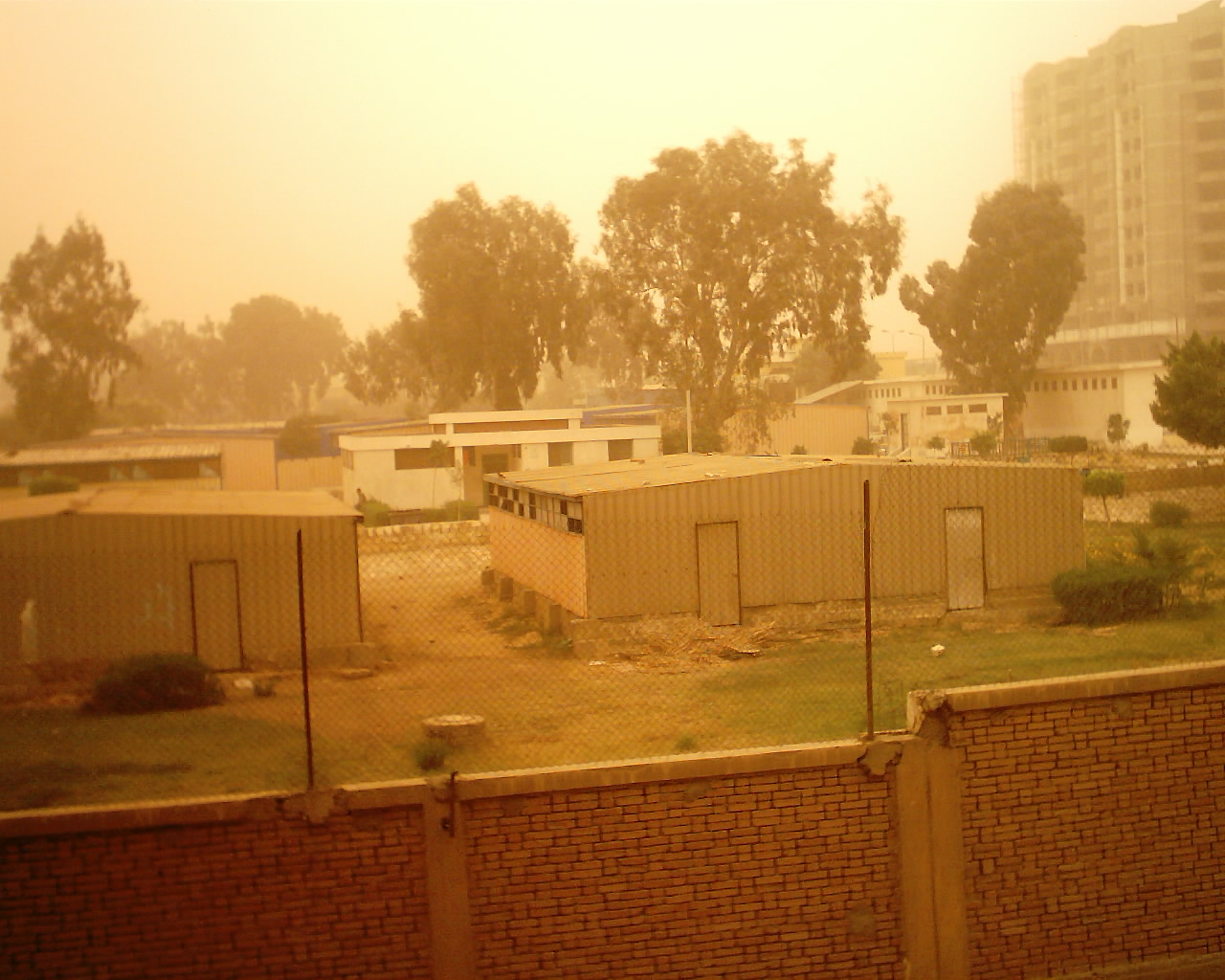
Tormenta de polvo de Khamsin en Egipto en 2007

El relato de Evangelio de Lucas parece describir el evento como un eclipse, y algunos escritores no cristianos han rechazado esta posibilidad. Sin embargo, los detalles bíblicos no están relacionados con un eclipse: un eclipse solar no podría haber ocurrido en o cerca de Pascua, cuando Jesús fue crucificado y habría sido demasiado corto para explicar tres horas de oscuridad. La duración máxima posible de un eclipse solar total es de 7 minutos y 31,1 segundos. El único eclipse total visible en Jerusalén en esta era ocurrió más adelante en el año, el 24 de noviembre, d. C. a las 11: 05h de la mañana. En los alrededores del mar de Galilea, habría sido visible durante solo un minuto y cuarenta y nueve segundos. Para haber tenido un eclipse parcial o total de cualquier duración, mientras Jesús fue crucificado, entonces tendría que haber muerto el 24 de noviembre, d. C., aproximadamente medio año después de lo que los científicos creen actualmente.
En 1983, Colin Humphreys y WG Waddington argumentaron que la oscuridad podría explicarse por un eclipse parcial de luna que ocurrió ese día: los eclipses lunares pueden durar mucho más que los solares. El astrónomo Bradley E. Schaefer, por otro lado, señaló que el eclipse no habría sido visible durante el día. Humphreys y Waddington especularon que la referencia en el Evangelio de Lucas a un eclipse solar debe haber sido el resultado de un escriba que modificó erróneamente el texto de los manuscritos.
Algunos escritores explicaron la oscuridad de la crucifixión en términos de tormentas solares, nubarrones, las secuelas de una erupción volcánica o una tormenta de polvo de Chamsin que pudo haber ocurrido de marzo a mayo. Un trabajo popular del siglo XIX lo describió como «oscuridad opresiva» y sugirió que este era un fenómeno típico relacionado con los terremotos.

### Creación literaria
Una de las opiniones entre los estudiosos de hoy en día es que el relato en los evangelios sinópticos es parte de una creación literaria de escritores de evangelios, con el objetivo de aumentar la importancia de lo que vieron como un evento teológicamente significativo. Burton Mack describió esto como una invención del autor del Evangelio de Marcos, mientras que G. B. Caird y Joseph Fitzmyer concluyeron que el autor no tenía la intención de tomar la descripción literalmente. WD Davies y Dale Allison concluyeron de manera similar: «Es probable que, sin ninguna base fáctica, se haya agregado oscuridad para envolver la cruz en un símbolo rico y/o asimilar a Jesús con otras personalidades notables.»
La imagen de la oscuridad sobre la tierra habría sido entendida por los lectores antiguos como un signo cósmico, un elemento típico en la descripción de la muerte de reyes y otras figuras importantes por escritores como Filón de Alejandría, Dion Casio, Virgilio, Plutarco y Flavio Josefo. Geza Vermes describió el relato de la oscuridad como «parte de la imagen escatológica judía del día del Señor. Debe tratarse como un fenómeno literario más que histórico, a pesar del hecho de que los científicos ingenuos y los documentales de televisión exagerados intentan interpretarlo como un eclipse de sol de datos. Estarían trepando al árbol equivocado».

## Interpretaciones

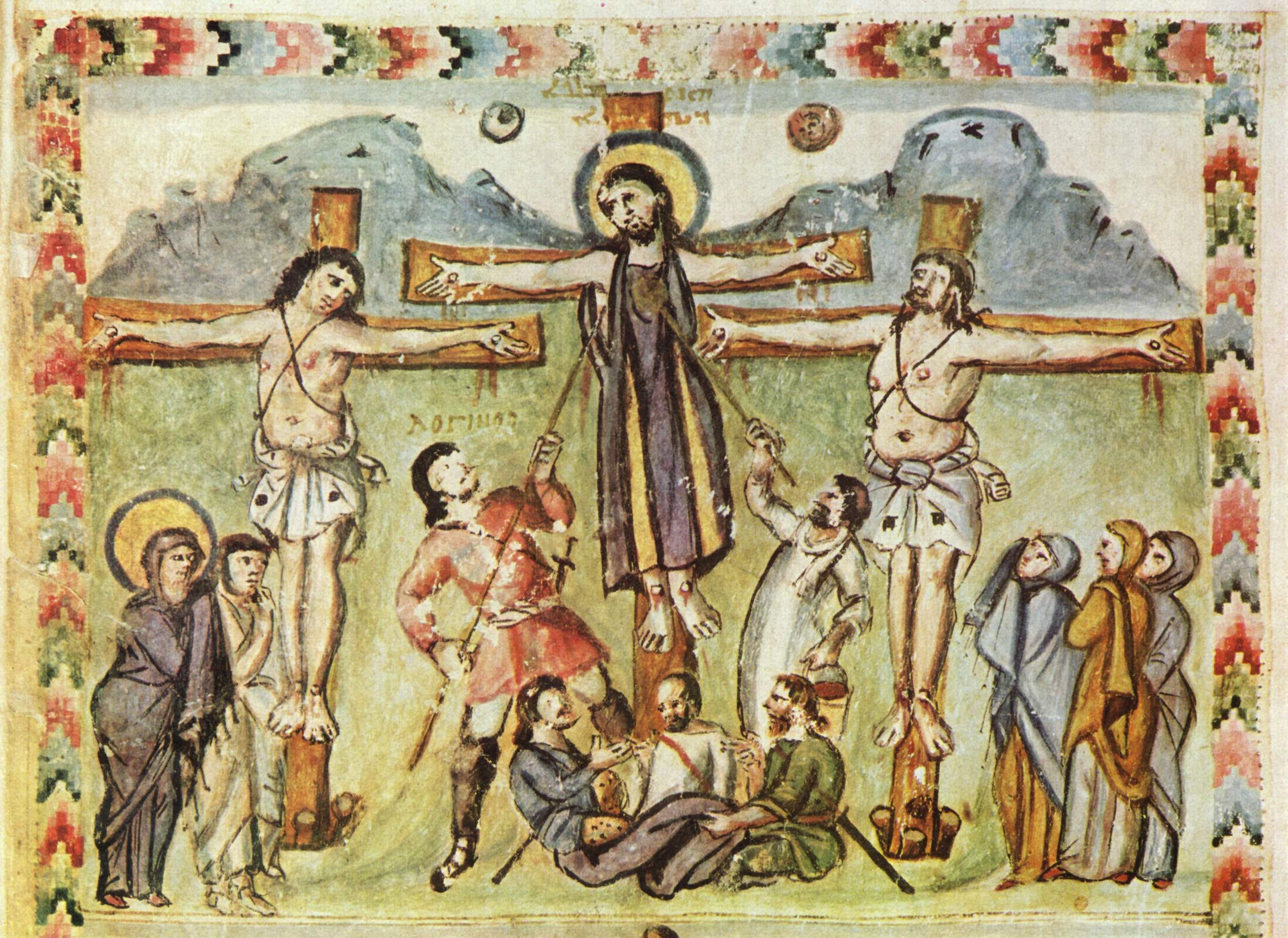
La primera crucifixión en una manuscrito ilustrado, de los Evangelios de Rabbula, en siríaco, fechada en 586 d. C., donde se observa el sol y la luna en el cielo.

Este acontecimiento desempeña un papel importante en la narrativa literaria del evangelio. El autor del mismo, el evangelio de Marcos, tuvo su actuación aquí descrita como «en el auge de sus poderes retóricos y teológicos». Una idea es de que la oscuridad es una inversión deliberada de la transfiguración; alternadamente, el discurso anterior de Jesús sobre una futura tribulación menciona que el sol está oscurecido, y puede ser visto como prenunciando esta escena. Los detalles impresionantes como la oscuridad del cielo y el rasgado del velo del templo pueden ser una forma de alejar al lector de la vergüenza y la humillación de la crucifixión. Un profesor de teología bíblica concluyó: «Está claro que Jesús no es un criminal humillado, sino un hombre de gran importancia. Su muerte, por lo tanto, no es un signo de su debilidad, sino de su poder».
Al considerar el significado teológico del evento, algunos autores interpretaron la oscuridad como un período de duelo por la muerte de Jesús. Otros vieron esto como una señal del juicio de Dios sobre el pueblo judío, a veces conectándolos con la destrucción de la ciudad de Jerusalén en el año 70; o simbolizando la vergüenza, el miedo o el sufrimiento mental de Jesús. Fitzmyer compara el evento con una descripción contemporánea registrada en la obra Antigüedades judías, de Flavio Josefo, que informa «actos ilícitos contra los dioses, de los cuales creemos que el sol mismo se ha ido, como si ya no fuera repugnante mirar la falta de actitud».
Muchos escritores han adoptado un enfoque intertextual, examinando textos anteriores en los que el autor del Evangelio de Marcos puede haberse basado. En particular, a menudo se observaron paralelismos entre la oscuridad y la profecía en el Libro de Amós de un terremoto en el reinado del rey Uzías de Judá: «Y sucederá que ese día, dice el Señor Dios, haré que el sol se ponga en el medio -día, y la tierra se vuelve aburrida en un día despejado». Particularmente en relación con esta referencia, leída como una profecía del futuro, la oscuridad puede verse como un anuncio del tiempo del fin.
Otra fuente literaria probable es la narrativa de las plagas en el libro de Éxodo, en la que Egipto es cubierto por la oscuridad por tres días. Los estudiosos también hicieron comparaciones con la descripción de la oscuridad en la historia de la creación en el Génesis, con una profecía sobre la oscuridad del medio del día de Jeremías y con una profecía del fin de los tiempos en el Libro de Zacarias.
Fuentes literarias romanas también fueron postuladas, a saber, la muerte de Julio César.